# Käärmevaara
Käärmevaara är en kulle i Finland. Den ligger i Rovaniemi i landskapet Lappland, i den norra delen av landet, 800 km norr om huvudstaden Helsingfors. Toppen på Käärmevaara är 243 meter över havet.
Terrängen runt Käärmevaara är platt. Runt Käärmevaara är det mycket glesbefolkat, med 2 invånare per kvadratkilometer.